# Liste des pays d'Europe par superficie
Pour un article plus général, voir Liste des pays d'Europe.
Cet article recense des listes des pays et territoires européens ordonnés par superficie décroissante, en différenciant les pays situés sur le continent européen (50) et ceux appartenant à l'Union européenne (27). La plupart des données suivantes proviennent de l'article Liste des pays par superficie.

## Continent européen

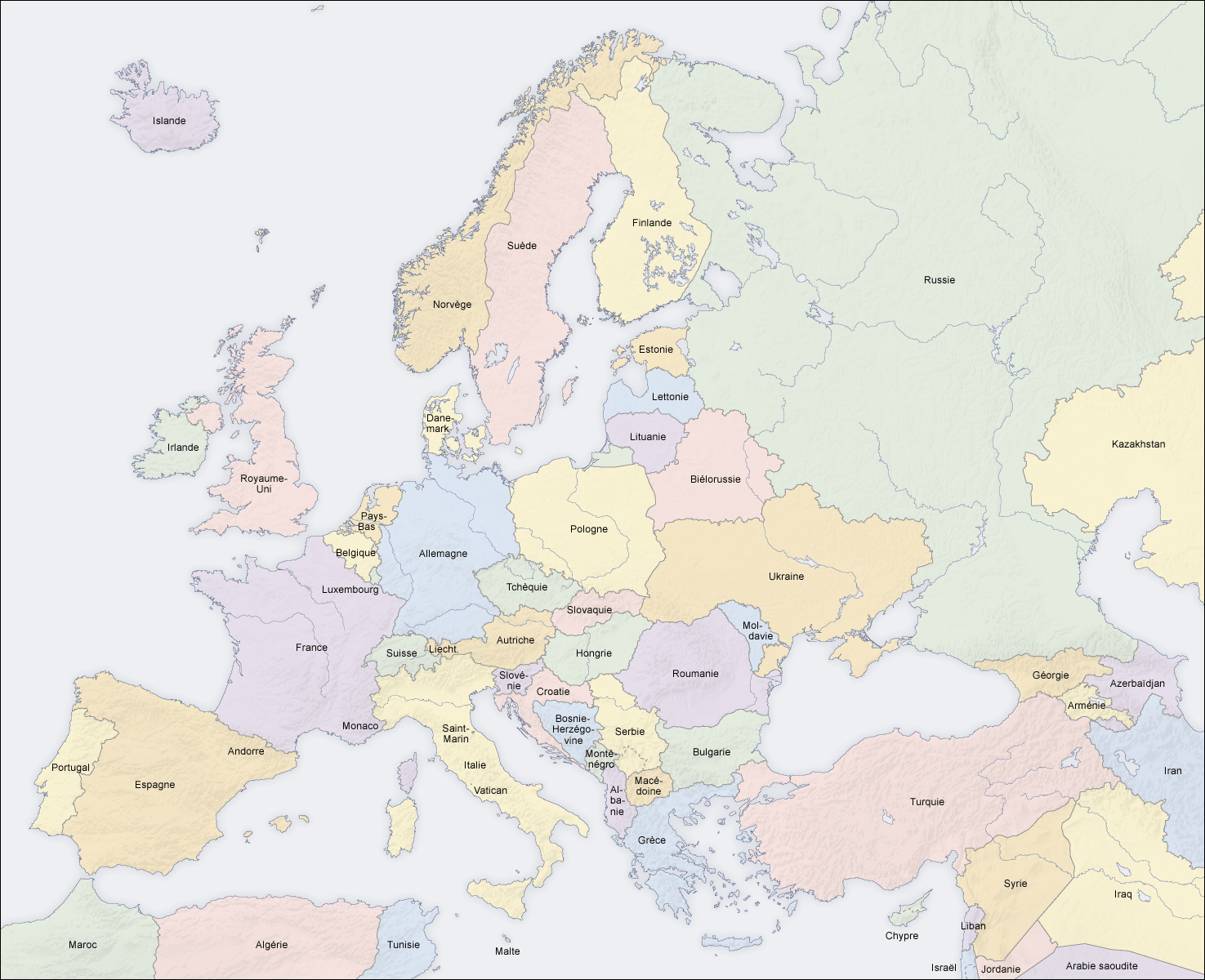
Les pays en Europe

Dans la vision purement géographique, le continent « Europe » est usuellement séparé de l'Asie à l'est par le massif de l'Oural et le fleuve Oural. Au sud-est, la mer Caspienne, le massif du Caucase et le détroit du Bosphore le séparent du Proche-Orient. Au sud et au sud-ouest, la Méditerranée et le détroit de Gibraltar séparent l'Europe de l'Afrique. Le continent est bordé à l'ouest par l'océan Atlantique et au nord par l'Arctique.
Les pays qui ont tout ou partie de leur territoire en Europe (selon les limites géographiques définies plus haut) sont au nombre de quarante-huit. Cinquante pays sont toutefois considérés comme faisant partie du continent européen :
Albanie, Allemagne, Andorre, Arménie, Autriche, Azerbaïdjan, Belgique, Biélorussie, Bosnie-Herzégovine, Bulgarie, Chypre, Croatie, Danemark, Espagne, Estonie, Finlande, France, Géorgie, Grèce, Hongrie, Irlande, Islande, Italie, Kazakhstan, Lettonie, Liechtenstein, Lituanie, Luxembourg, Macédoine du Nord, Malte, Moldavie, Monaco, Monténégro, Norvège, Pays-Bas, Pologne, Portugal, République tchèque, Roumanie, Royaume-Uni, Russie, Saint-Marin, Serbie, Slovaquie, Slovénie, Suède, Suisse, Turquie, Ukraine et Vatican.
Parmi cette liste de cinquante pays, quarante-sept ont adhéré au Conseil de l'Europe et vingt-sept à l'Union européenne.

### Liste des pays du continent européen classés par superficie
| Pays               | Conseil de l'Europe | Union européenne | Superficie des territoires métropolitains situés en Europe (km2) | Superficie totale des territoires (km2) |
| ------------------ | ------------------- | ---------------- | ---------------------------------------------------------------- | --------------------------------------- |
| Russie             |                     |                  | +004 320 025,                                                    | +017 075 200,                           |
| France             | ✔️                  | ✔️               | +000551 695,                                                     | +000672 051,                            |
| Ukraine            | ✔️                  |                  | +000603 628,                                                     | +000603 628,                            |
| Espagne            | ✔️                  | ✔️               | +000511 015,                                                     | +000518 000,                            |
| Suède              | ✔️                  | ✔️               | +000450 295,                                                     | +000450 295,                            |
| Norvège            | ✔️                  |                  | +000324 220,                                                     | +000385 808,                            |
| Allemagne          | ✔️                  | ✔️               | +000357 000,                                                     | +000357 000,                            |
| Finlande           | ✔️                  | ✔️               | +000338 145,                                                     | +000338 145,                            |
| Pologne            | ✔️                  | ✔️               | +000312 685,                                                     | +000312 685,                            |
| Italie             | ✔️                  | ✔️               | +000301 234,                                                     | +000301 234,                            |
| Royaume-Uni        | ✔️                  |                  | +000244 820,                                                     | +000244 820,                            |
| Roumanie           | ✔️                  | ✔️               | +000237 500,                                                     | +000237 500,                            |
| Biélorussie        |                     |                  | +000207 600,                                                     | +000207 600,                            |
| Kazakhstan         |                     |                  | +000150 000,                                                     | +002 724 902,                           |
| Grèce              | ✔️                  | ✔️               | +000131 940,                                                     | +000131 940,                            |
| Bulgarie           | ✔️                  | ✔️               | +000110 910,                                                     | +000110 910,                            |
| Islande            | ✔️                  |                  | +000103 000,                                                     | +000103 000,                            |
| Hongrie            | ✔️                  | ✔️               | +0 00093 030,                                                    | +0 00093 030,                           |
| Portugal           | ✔️                  | ✔️               | +0 00092 042,                                                    | +0 00092 042,                           |
| Azerbaïdjan        | ✔️                  |                  | +0 00086 600,                                                    | +0 00086 600,                           |
| Serbie             | ✔️                  |                  | +0 00088 361,                                                    | +0 00088 361,                           |
| Autriche           | ✔️                  | ✔️               | +0 00083 870,                                                    | +0 00083 870,                           |
| Tchéquie           | ✔️                  | ✔️               | +0 00078 866,                                                    | +0 00078 866,                           |
| Irlande            | ✔️                  | ✔️               | +0 00070 280,                                                    | +0 00070 280,                           |
| Géorgie            | ✔️                  |                  | +0 00069 700,                                                    | +0 00069 700,                           |
| Lituanie           | ✔️                  | ✔️               | +0 00065 200,                                                    | +0 00065 200,                           |
| Lettonie           | ✔️                  | ✔️               | +0 00064 589,                                                    | +0 00064 589,                           |
| Croatie            | ✔️                  | ✔️               | +0 00056 542,                                                    | +0 00056 542,                           |
| Bosnie-Herzégovine | ✔️                  |                  | +0 00051 129,                                                    | +0 00051 129,                           |
| Slovaquie          | ✔️                  | ✔️               | +0 00048 845,                                                    | +0 00048 845,                           |
| Estonie            | ✔️                  | ✔️               | +0 00045 226,                                                    | +0 00045 226,                           |
| Danemark           | ✔️                  | ✔️               | +0 00043 094,                                                    | 2 210 579                               |
| Pays-Bas           | ✔️                  | ✔️               | +0 00041 526,                                                    | +0 00041 526,                           |
| Suisse             | ✔️                  |                  | +0 00041 290,                                                    | +0 00041 290,                           |
| Moldavie           | ✔️                  |                  | +0 00033 843,                                                    | +0 00033 843,                           |
| Belgique           | ✔️                  | ✔️               | +0 00030 528,                                                    | +0 00030 528,                           |
| Arménie            | ✔️                  |                  | +0 00029 743,                                                    | +0 00029 743,                           |
| Albanie            | ✔️                  |                  | +0 00028 748,                                                    | +0 00028 748,                           |
| Macédoine du Nord  | ✔️                  |                  | +0 00025 333,                                                    | +0 00025 333,                           |
| Turquie            | ✔️                  |                  | +0 00023 764,                                                    | +000783 562,                            |
| Slovénie           | ✔️                  | ✔️               | +0 00020 273,                                                    | +0 00020 273,                           |
| Monténégro         | ✔️                  |                  | +0 00013 800,                                                    | +0 00013 800,                           |
| Kosovo             |                     |                  | 10 887                                                           | 10 887                                  |
| Chypre             | ✔️                  | ✔️               | +00 0009 251,                                                    | +00 0009 251,                           |
| Abkhazie           |                     |                  | 8 653                                                            | 8 653                                   |
| Transnistrie       |                     |                  | 4 163                                                            | 4 163                                   |
| Ossétie du sud     |                     |                  | 3 900                                                            | 3 900                                   |
| Chypre du nord     |                     |                  | 3 355                                                            | 3 355                                   |
| Luxembourg         | ✔️                  | ✔️               | +00 0002 586,                                                    | +00 0002 586,                           |
| Andorre            | ✔️                  |                  | +000 000468,                                                     | +000 000468,                            |
| Malte              | ✔️                  | ✔️               | +000 000316,                                                     | +000 000316,                            |
| Liechtenstein      | ✔️                  |                  | +000 000160,                                                     | +000 000160,                            |
| Saint-Marin        | ✔️                  |                  | +0 000 00061,                                                    | +0 000 00061,                           |
| Monaco             | ✔️                  |                  | +00 000 0002,08                                                  | +00 000 0002,08                         |
| Vatican            |                     |                  | +00 000 0000,44                                                  | +00 000 0000,44                         |

## Union européenne
L'Union européenne est une association politico-économique sui generis de vingt-sept États européens.

### Régions ultrapériphériques
L'Union européenne compte actuellement neuf régions ultrapériphériques de l'Union européenne au sens de l'article 349 du traité de Lisbonne. Concernant la France, l'île de Saint-Barthélémy qui avait ce statut avant 2012, l'a perdu à compter du 1er janvier 2012, pour être transformé en pays et territoire d'outre-mer (PTOM) associé, régi par la IVe partie du même traité.
| Pays     | RUP           | Superficie (km2) |
| -------- | ------------- | ---------------- |
| France   | Guyane        | +0 00083 846,    |
| Espagne  | Îles Canaries | +00 0007 447,    |
| France   | La Réunion    | +00 0002 512,    |
| Portugal | Açores        | +00 0002 333,    |
| France   | Guadeloupe    | +00 0001 628,    |
| France   | Martinique    | +00 0001 128,    |
| Portugal | Madère        | +000 000801,     |
| France   | Mayotte       | +000 000375,     |
| France   | Saint-Martin  | +0 000 00053,    |

### Pays et territoires d'outre-mer (PTOM) associés
Les pays et territoires d'outre-mer (ou PTOM) sont des dépendances et territoires d'outre-mer des pays membres de l'Union européenne. Ils ne font pas partie du territoire communautaire bien que leurs ressortissants possèdent la nationalité d'un État membre de l'Union.
Les pays et territoires d'outre-mer sont, :
- dépendants de la France : Saint-Barthélemy, la Nouvelle-Calédonie, la Polynésie française, Saint-Pierre-et-Miquelon, les Terres australes et antarctiques françaises et Wallis-et-Futuna ;
- dépendants du Danemark : le Groenland et les Îles Féroé
- dépendants des Pays-Bas : Aruba et les Antilles néerlandaises, ces dernières étant en cours de dissolution depuis juillet 2007, la fédération autonome a été scindée courant 2008 en trois territoires autonomes : Aruba, Curaçao et Saint-Martin, et trois communes à statut particulier intégrées aux Pays-Bas : Bonaire, Saba et Saint-Eustache, pour lesquels les Pays-Bas demandent une évolution du statut en régions ultrapériphériques.

| Pays     | PTOM                                        | Superficie (km²) |
| Danemark | Groenland                                   | +002 166 086,    |
| France   | Terres australes et antarctiques françaises | 439 672          |
| France   | Nouvelle-Calédonie                          | +0 00018 576,    |
| France   | Polynésie française                         | +00 0004 167,    |
| Pays-Bas | Curaçao                                     | +000 000450,     |
| Pays-Bas | Bonaire                                     | +000 000294,     |
| France   | Wallis-et-Futuna                            | +000 000274,     |
| France   | Saint-Pierre-et-Miquelon                    | +000 000242,     |
| Pays-Bas | Aruba                                       | +000 000193,     |
| Pays-Bas | Saint-Martin                                | +0 000 00034,    |
| France   | Saint-Barthélemy                            | +0 000 00025,    |
| Pays-Bas | Saint-Eustache                              | +0 000 00021,    |
| Pays-Bas | Saba                                        | +0 000 00013,    |